# Diiminy
Diiminy jsou organické sloučeniny obsahující dvě iminové (RCH=NR') skupiny. Používají se jako ligandy a jako prekurzory heterocyklických sloučenin. Přípravy diiminů jsou založené na kondenzačních reakcích dialdehydů nebo diketonů s aminy za odštěpení vody, podobně jako u oximů a Schiffových zásad.

## 1,2-diiminy

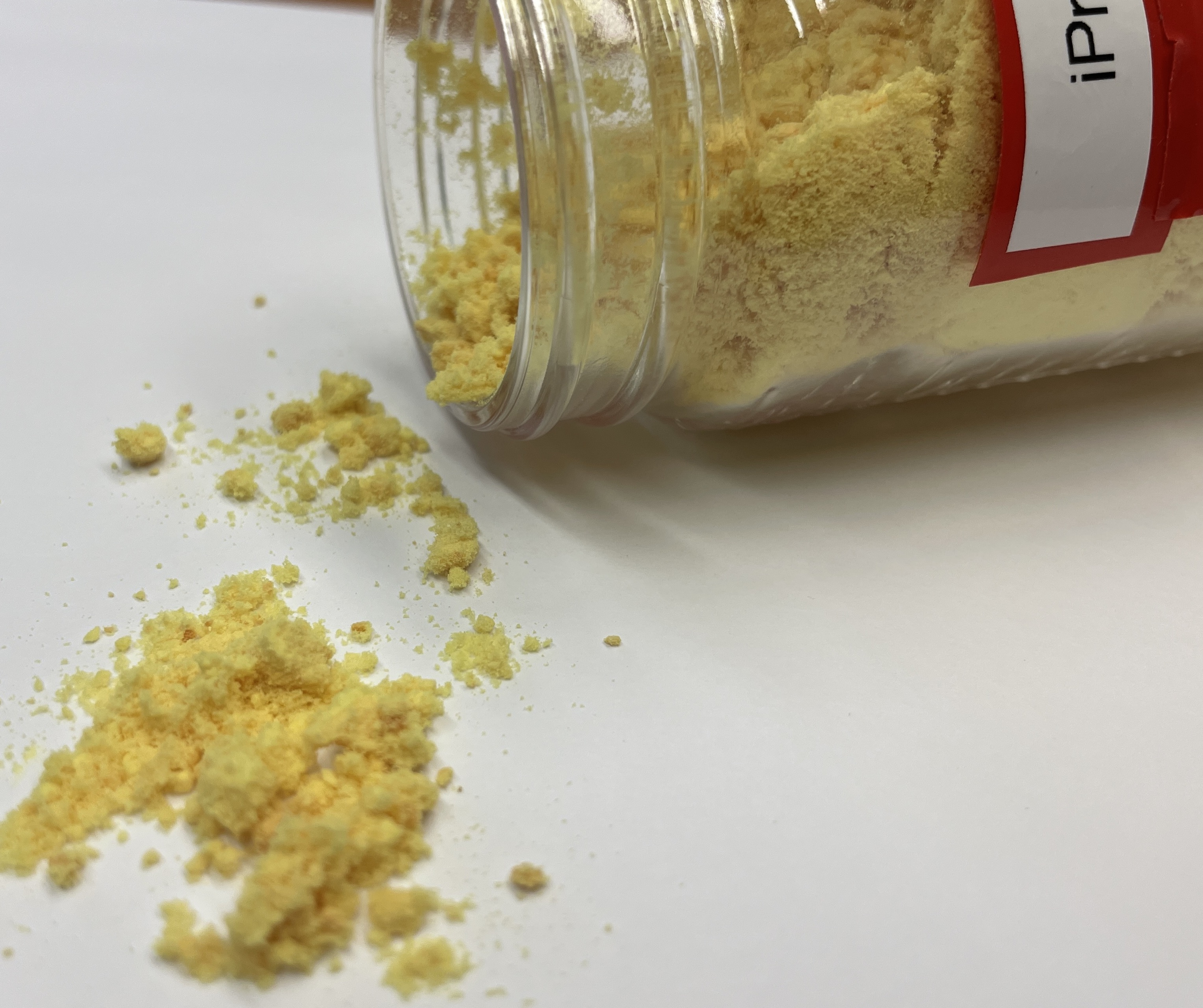
Vzorek alfa-diiminu odvozeného od 2,6-diisopropylanilinu a glyoxalu

Příprava [tBuN-CH=CH-tBuN]Si

1,2-diketiminové ligandy jsou také nazývané jako α-diiminy a 1,4-diazabutadieny. Získávají se kondenzacemi 1,2-diketonů nebo glyoxalu s aminy, často aniliny.

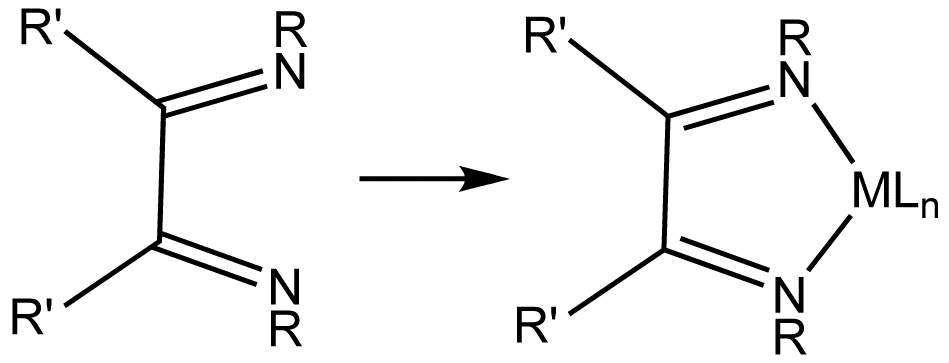
Substituovaný 1,2-diiminový ligand a jeho komplex s kovem

Příkladem je glyoxal-bis(mesitylimin), žlutá pevná látka získávaná kondenzací 2,4,6-trimethylanilinu s glyoxalem. Mezi 1,2-diiminy patří také 2,2'-bipyridin.
1,2-diketiminy jsou ligandy s nejistými oxidačními čísly, podobně jako dithioleny.

## 1,3-diiminy
Acetylaceton (pentan-2,4-dion) reaguje s primárními alkyl- a arylaminy, obvykle v okyseleném ethanolu, za vzniku diketiminů.
1,3-diketiminy se často označují HNacnac, podobně jako se používá zkratka Hacac pro konjugovanou kyselinu acetylacetonu. Tyto sloučeniny vytváří aniontové bidentátní ligandy.

## Použití
Substituované α-diiminy se používají na přípravu postmetalocenových katalyzátorů pro polymerizace a kopolymerizace ethenu a dalších alkenů.
Z diiminů se kondenzacemi s formaldehydem připravují N-heterocyklické karbeny.